# Madre de Dios (Bolívia)
Madre de Dios é uma província da Bolívia localizada no departamento de Pando, sua capital é a cidade de Puerto Gonzalo Moreno.